# Combray
|  | Per a altres significats, vegeu «Illiers-Combray». |

Combray és un comú al departament francès de Calvados (regió de Normandia). L'any 2007 tenia 124 habitants.

## Demografia

### Població
El 2007 la població de fet de Combray era de 124 persones. Hi havia 47 famílies de les quals 11 eren unipersonals (11 dones vivint soles i 11 dones vivint soles), 18 parelles sense fills i 18 parelles amb fills.
La població ha evolucionat segons el següent gràfic:

### Habitatges
El 2007 hi havia 57 habitatges, 44 eren l'habitatge principal de la família, 9 eren segones residències i 4 estaven desocupats. Tots els 57 habitatges eren cases. Dels 44 habitatges principals, 42 estaven ocupats pels seus propietaris i 3 estaven llogats i ocupats pels llogaters; 1 tenia dues cambres, 4 en tenien tres, 15 en tenien quatre i 24 en tenien cinc o més. 32 habitatges disposaven pel capbaix d'una plaça de pàrquing. A 14 habitatges hi havia un automòbil i a 28 n'hi havia dos o més.

### Piràmide de població
La piràmide de població per edats i sexe el 2009 era:
| Homes | Edats   | Dones |
| ----- | ------- | ----- |
| 0     | 95 o +  | 0     |
| 0     | 90 a 94 | 0     |
| 0     | 85 a 89 | 0     |
| 0     | 80 a 84 | 0     |
| 2     | 75 a 79 | 5     |
| 1     | 70 a 74 | 1     |
| 1     | 65 a 69 | 2     |
| 3     | 60 a 64 | 2     |
| 5     | 55 a 59 | 4     |
| 6     | 50 a 54 | 4     |
| 1     | 45 a 49 | 5     |
| 8     | 40 a 44 | 4     |
| 4     | 35 a 39 | 3     |
| 7     | 30 a 34 | 7     |
| 5     | 25 a 29 | 5     |
| 2     | 20 a 24 | 6     |
| 3     | 15 a 19 | 3     |
| 2     | 10 a 14 | 2     |
| 5     | 5 a 9   | 7     |
| 6     | 0 a 4   | 9     |

## Economia
El 2007 la població en edat de treballar era de 76 persones, 59 eren actives i 17 eren inactives. De les 59 persones actives 54 estaven ocupades (27 homes i 27 dones) i 5 estaven aturades (5 homes). De les 17 persones inactives 4 estaven jubilades, 5 estaven estudiant i 8 estaven classificades com a «altres inactius».
Activitats econòmiques
Dels 3 establiments que hi havia el 2007, 1 era d'una empresa de construcció, 1 d'una empresa de comerç i reparació d'automòbils i 1 d'una empresa de serveis.
L'únic servei als particulars que hi havia el 2009 era un guixaire pintor.
L'any 2000 a Combray hi havia 11 explotacions agrícoles que ocupaven un total de 528 hectàrees.

## Poblacions properes
El següent diagrama mostra les poblacions més properes.